# (73316) 2002 JP83
(73316) 2002 JP83 – planetoida z pasa głównego asteroid okrążająca Słońce w ciągu 3,3 lat w średniej odległości 2,21 j.a. Odkryta 11 maja 2002 roku.